# Пол Родерік Грегорі
Пол Родерік Грегорі (англ. Paul Roderick Gregory; нар. 10 лютого 1941, Сан-Анджело, Техас) — американський економіст, професор університету Г'юстона, науковий співробітник інституту Гувера, дослідник Німецького інституту економічних досліджень в Берліні, фахівець з економічної історії Росії та СРСР.

## Біографія
Отримав ступінь бакалавра в 1963 і магістра в 1964 в Університеті Оклахоми. У 1969 році отримав ступінь доктора філософії з економіки в Гарвардському університеті.
У 1969—1972 роках викладав в Університеті Оклахоми.
З 1972 року — професор факультету економіки університету Г'юстона, в 1982—1985 роках — декан факультету економіки.
Співредактор (з Леонідом Бородкіним і Олегом Хлевнюком) книги «ГУЛАГ: Экономика принудительного труда». — М.: РОССПЭН, 2008.
На основі книги Грегорі «Women of the Gulag» режисером Маріанною Яровською був знятий документальний фільм «Жінки ГУЛАГу», що увійшов до фінального списку премії «Оскар» в номінації «найкращий документальний короткометражний фільм» (2019), Грегорі є співпродюсером фільму .

## Особисте життя
Одружений. Сини — Міша і Андрій.

### Видання російською мовою
- Почему развалилась советская экономика // Вестник Европы, 2014, № 38-39.
- Грегори П., Харрисон М. Распределение в условиях диктатуры: исследование на базе архивного материала сталинской эпохи. // Экономическая история. Ежегодник. 2013. — М. : Политическая энциклопедия, 2014. — С. 251—330.
- Грегори П., Чжоу К. Как Китай выиграл, а Россия проиграла // Экономическая политика. — 2010. — № 1 (25 березня). — С. 106-121.
- Политическая экономия сталинизма = The Political Economy of Stalinism. — М. : РОССПЭН, 2008. — 400 с.
- Экономический рост Российской империи (конец XIX - начало XX в.) Новые подсчеты и оценки = Economic growght of the Russian Empire (end of XIX - beginning of XX century). New estimates and calculations / Пер. с англ. И. Кузнецова, А. и Н. Тихоновых. — М. : РОССПЭН, 2003. — 253 с.
- Ольсевич Ю., Грегори П. Плановая система в ретроспективе. Анализ и интервью с руководителями планирования СССР. — М.: Экономический факультет МГУ, ТЕИС, 2000. — 159 с.
- Экономическая история России: что мы о ней знаем и чего не знаем. Оценка экономиста // Экономическая история. Ежегодник, 2000. — М. : РОССПЭН, 2001. — 25 березня. — С. 7—97.
- Поиск истины в исторических данных // Экономическая история. Ежегодник, 1999. — М. : РОССПЭН, 1999. — 25 березня. — С. 471—500.